# 扬·沃迪奇卡
扬·沃迪奇卡（捷克語：Jan Vodička，1932年4月13日—2014年9月28日），捷克前男子冰球运动员。他曾代表捷克斯洛伐克国家队参加1956年冬季奥林匹克运动会冰球比赛，结果队伍获得第五名。